# Hamad Al-Yami
Hamad Al-Yami (in arabo حمد اليامي‎?; Khobar, 17 maggio 1999) è un calciatore saudita, difensore dell'Al-Hilal.

## Statistiche

### Presenze e reti nei club
Statistiche aggiornate al 2 febbraio 2025
| Stagione           | Squadra            | Campionato         | Campionato | Campionato | Coppe nazionali | Coppe nazionali | Coppe nazionali | Coppe continentali | Coppe continentali | Coppe continentali | Altre coppe | Altre coppe | Altre coppe | Totale | Totale |
| Stagione           | Squadra            | Comp               | Pres       | Reti       | Comp            | Pres            | Reti            | Comp               | Pres               | Reti               | Comp        | Pres        | Reti        | Pres   | Reti   |
| ------------------ | ------------------ | ------------------ | ---------- | ---------- | --------------- | --------------- | --------------- | ------------------ | ------------------ | ------------------ | ----------- | ----------- | ----------- | ------ | ------ |
| 2018-2019          | Al-Qadisiya        | SPL                | 1          | 0          | -               | -               | -               | -                  | -                  | -                  |             | -           | -           | 1      | 0      |
| 2019-2020          | Al-Qadisiya        | PD                 | 37         | 4          | -               | -               | -               | -                  | -                  | -                  |             | -           | -           | 37     | 4      |
| 2020-2021          | Al-Qadisiya        | SPL                | 29         | 2          | KCC             | 2               | 0               | ACL                | 3                  | 0                  |             | -           | -           | 34     | 4      |
| Totale Al-Qadisiya | Totale Al-Qadisiya | Totale Al-Qadisiya | 67         | 6          |                 | 2               | 0               |                    | -                  | -                  |             | -           | -           | 69     | 6      |
| 2021-2022          | Al-Hilal           | SPL                | 13         | 0          | KCC             | 1               | 0               | ACL                | 5                  | 0                  | SS          | 1           | 0           | 20     | 0      |
| 2022-2023          | Al-Hilal           | SPL                | 9          | 1          | KCC             | 2               | 0               | -                  | -                  | -                  |             | -           | -           | 11     | 1      |
| 2023-2024          | Al-Shabab          | SPL                | 24         | 0          | KCC             | 2               | 0               | -                  | -                  | -                  | -           | -           | -           | 26     | 0      |
| 2024-2025          | Al-Hilal           | SPL                | 13         | 0          | KCC             | 3               | 0               | ACL                | 0                  | 0                  | SS          | 1           | 0           | 17     | 0      |
| Totale Al-Hilal    | Totale Al-Hilal    | Totale Al-Hilal    | 35         | 1          |                 | 6               | 0               |                    | 8                  | 0                  |             | 2           | 0           | 51     | 1      |
| Totale carriera    | Totale carriera    | Totale carriera    | 126        | 7          |                 | 10              | 0               |                    | 8                  | 0                  |             | 2           | 0           | 146    | 7      |

## Palmarès

### Club

#### Competizioni nazionali
- Supercoppa saudita: 2

Al-Hilal: 2021, 2024
- Campionato saudita: 1

Al-Hilal: 2021-2022
- Coppa del Re dei Campioni: 1

Al-Hilal: 2022-2023

#### Competizioni internazionali
- AFC Champions League: 1

Al-Hilal: 2021